# Estońskie Siły Powietrzne
Estońskie Siły Powietrzne (Eesti Õhuvägi) zostały założone 21 listopada 1918 jako samodzielna formacja bojowa. Do 1930 estońskie siły powietrzne liczyły 130 samolotów. Po zaanektowaniu przez ZSRR w 1940 estońskie siły powietrzne zostały rozwiązane.

## Historia
Estońskie Siły Powietrzne założone zostały 21 listopada 1918 roku na rozkaz dowódcy batalionu saperów, Voldemar Victor Riiberga, który nakazał Augustowi Roosowi utworzenie jednostki lotniczej, nieopodal Tallinna. W styczniu 1919 roku na stan jednostki trafił pierwszy samolot, był to były sowiecki dwupłatowy myśliwiec Farman HF.30. Dopiero po zakończeniu wojny estońsko-bolszewickiej nastąpił rozwój sił lotniczych tworząc kompanię lotniczą. Została ona zreformowana w pułk lotniczy z dywizjonem samolotów lądowych i morskich. Połączono jednostkę ze zgrupowaniami obrony powietrznej, w tym artylerii przeciwlotniczej.
Do 1930 roku Estonia dysponowała ponad 130 samolotami. Włączenie kraju w skład ZSRR zakończyło wszelką wojskową działalność Estonii.
20 sierpnia 1991 roku kraj ponownie odzyskał niepodległość a 16 grudnia tego samego roku Estonia reaktywowała swoje siły powietrzne, będące obecnie częścią sił NATO i biorące udział w programie Baltic Air Policing. W maju 1997 roku sformowano ich lotniczą część. W 1998 roku zakupiono samoloty PZL-104 Wilga 35a. W 2001 roku dokupiono Antonowy An-2.
W skład Estońskich Sił Powietrznych wchodzą trzy jednostki organizacyjne:
- Dowództwo Sił Powietrznych – podnoszenie gotowości i potencjału bojowego oraz podnoszenie umiejętności jednostek
- Skrzydło Obserwacji Przestrzeni Powietrznej – utrzymanie systemu obserwacji przestrzeni powietrznej w celu wykrycia obiektów latających
- Baza Lotnicza Amari

13 kwietnia 1994 roku Dowództwo Sił Powietrznych w Tallinnie dostało prerogatywę dowodzenia siłami powietrznymi. System obserwacji przestrzeni powietrznej jest połączony z systemami wewnątrz sojuszu NATO i przekazują aktualne informacje o Połączonego Centrum Operacji Powietrznych oraz naprowadzają sojusznicze myśliwce.
Większość poradzieckich baz wojskowych została zlikwidowana, z powodu ich zbywalności dla kraju. Najważniejszą bazą została Baza Lotnicza Amari, której umiejscowienie zapewniało dostęp do portu i linii kolejowych, Baza jest wyznaczona do przyjęcia sił wsparcia sojuszu i została w 2004 roku tym celu zmodernizowana przez budowę: pasa startowego, dróg kołowania i płyt postojowych, składu paliwa, ILS-u, NDB-emu, TACAN-u, hangary, dom pilota, służby ratownicze i internat. W 2007 roku wybudowano skład amunicji, stację paliw, terminal pasażerski, drogi transportowe.

## Wyposażenie
| Samolot            | Zdjęcie       | Kraj pochodzenia  | Typ                       | Wersje   | W służbie | Uwagi                         |
| ------------------ | ------------- | ----------------- | ------------------------- | -------- | --------- | ----------------------------- |
| Aero L-39 Albatros |               | Czechosłowacja    | samolot treningowy        |          | 2         |                               |
| PZL M28 Skytruck   |               | Polska            | samolot transportowy      |          | 1/2       | ex-amerykańskie C-145A        |
| An-2               | An-2          | ZSRR Polska       | samolot wielozadaniowy    |          | 2         | w trakcie wycofania ze służby |
| PZL-104 Wilga      | PZL 104 Wilga | Polska            | samolot wielozadaniowy    | Wilga 35 | 1         |                               |
| LET L-13           | LET L-13      | Czechosłowacja    | szybowiec treningowy      |          | 2         |                               |
| Robinson R44       |               | Stany Zjednoczone | śmigłowiec wielozadaniowy |          | 4         |                               |